# Baima (Ethnie)
Die ca. 10.000 bis 14.000 Menschen zählende ethnische Gruppe der Baima (白马人), auch Baima-Tibeter (白马藏人) genannt, lebt im Südosten der Provinz Gansu und im Nordwesten der Provinz Sichuan in der Volksrepublik China. Ihr Hauptsiedlungsgebiet sind die Kreise Pingwu (Stadt Mianyang) und Jiuzhaigou (Autonomer Bezirk Ngawa) in Sichuan und Wen (Stadt Longnan) in Gansu.

## Ethnische Zugehörigkeit
Offiziell sind die Baima Teil der Nationalität der Tibeter. Obwohl es unter ihnen eine starke Identitätsbewegung gibt, die z. T. auch die Anerkennung als eigenständige Nationalität innerhalb Chinas fordert, werden sie von den Behörden bisher nur als eine besondere Teilgruppe der Tibeter anerkannt.

## Sprache
Die Baima sprechen eine qiangische Sprache, das Baima, das mit dem Tibetischen nur entfernt verwandt ist.

## Religion
Die Baima haben ihre eigene autochthone Religion, die teilweise von der tibetischen Bön-Religion, teilweise von Buddhismus und Daoismus beeinflusst wurde. Bei ihnen gibt es weder Mönche, noch Tempel oder Klöster. Für viele Baima ist der Berggeist die höchste Gottheit.

## Geschichte
Es heißt, die Baima seien Nachfahren der Baima Di (白马氐), eines Zweigs der Di (氐). Die Di waren ein Volk Westchinas, das bis ins 6. Jahrhundert hinein große Gebiete der heutigen Provinzen Gansu, Qinghai, Shaanxi und Sichuan bewohnte und im 4. und 5. Jahrhundert mehrere kleine Staaten gründete. Die Di waren eng mit den Qiang (羌) verbunden. Die Entwicklung des Baima weg von der ursprünglichen Di-Sprache fand vermutlich im 7. Jahrhundert statt, als die Vorfahren der heutigen Baima unter den Einfluss des tibetischen Königreichs gerieten, dass sich unter Songtsen Gampo zu entwickeln begann.